# Olga Schoberová
Olga Schoberová (Praga, 15 de marzo de 1943), también conocida como Olinka Bérová, es una actriz checo-estadounidense. Actuó en películas checas, alemanas, italianas, austriacas, polacas, inglesas y estadounidenses. Como «Olinka Berova», apareció en The Vengeance of She (1968) y en varias películas más. Schoberová ha sido comparada con Brigitte Bardot y Ursula Andress.Habla con fluidez checo, inglés, alemán y ruso.

## Primeros años de vida
Olga Schoberová nació el 15 de marzo de 1943 en Praga. Sus dos padres eran empleados públicos. Se graduó de la Escuela Superior de Economía.

## Carrera
Después de graduarse, Schoberová trabajó como empleada en Technomat, por 500 coronas checas al mes. Su hermana mayor Eva era modelo. Como Eva estaba bastante ocupada como modelo, una vez envió a Olga, que se parecía mucho a ella, a un trabajo de modelo. Luego, Olga comenzó a filmar comerciales. Un cartel de cerveza Pilsner con Olga, de 20 años, llamó la atención del director Antonín Kachlík, quien la eligió para la película Bylo nás deset (Éramos diez, 1963). Poco después fue elegida para muchas películas checas populares, incluidas Joe Cola-Loca.
En 1964, Schoberová apareció en la portada de la revista Playboy, fotografiada por Herman Leonard. En 1969, Schoberová apareció nuevamente en Playboy, esta vez en la sesión fotográfica Sex Stars of 1969. Schoberová apareció con su futuro marido Brad Harris en El enigma del clavel chino (1964) y Sangre en la pradera (1964), y regresó a su país natal para filmar Kdo chce zabít Jessii? («¿Quién quiere matar a Jessii?», 1966). Después de casarse con John Calley en 1972, esencialmente se retiró de la actuación. Sólo regresó en 1977 en Adéla ještě nevečeřela y 1984 en Vrak.

## Vida personal
A principios de la década de 1960, Schoberová tuvo una relación sentimental con el artista Kája Saudek. Saudek le aconsejó que se tiñiera el cabello de rubio y basó en ella su personaje de cómic Jessie. En 1967, Schoberová se casó con el actor Brad Harris, a quien conoció durante el rodaje de una película. La hija de ambos, Sabrina, es estilista y diseñadora de vestuario. Olga tuvo una relación sentimental con Juraj Jakubisko cuando aún estaba casada. Ella y Harris se divorciaron en 1969. Olga conoció al productor John Calley en una fiesta organizada por Barbra Streisand. Se casaron el 30 de diciembre de 1972, y se divorciaron casi exactamente 20 años después, en diciembre de 1992. Luego vivió en Francia y luego regresó a Praga.
Su hermana mayor, Eva, nació el 8 de julio de 1940. Crecieron en Vinohrady, Praga. Trabajó como peluquera, modelo y actriz, hasta 1970, cuando abandonó la República Socialista Checoslovaca, se casó con un médico y vive en Suiza.

## Filmografía
- Bylo nás deset (1963)
- Ikarie XB-1 (1963)
- Náboj (1963)
- Joe Cola-Loca (1964)
- El enigma del clavel chino (1964)
- Sangre en la pradera (1964)
- Las águilas negras de Santa Fe (1965)
- Kdo chce zabít Jessii? (1966)
- Graf Bobby, der Schrecken des wilden Westens (1966)
- Comisario X y los tres perros verdes (1967)
- La hora 25 (1967)
- Praga - The Sad City (1968) - cortometraje documental para British Pathé News[16][17][18]
- Olinka Berova at Home (1968) - cortometraje documental para British Pathé News[19][20]
- The Vengeance of She (1968)[10]
- Lucrezia (1968)
- Las calidas noches de Poppea (1969)
- Formula 1 - Nell'inferno del Grand Prix (1970)
- Pane, vy jste vdova! (1970)
- Togetherness (1970)[10]
- Adéla ještě nevečeřela (1977)